# Укрощение строптивых
«Укрощение строптивых» (англ. Ladette to Lady) — британское реалити-шоу продюсерской компании RDF Media, выходившее на телеканале ITV с 2005 по 2010 год. Первый сезон посмотрели 4,45 млн человек, второй сезон - 5,41 млн.
Передача была закрыта 11 апреля 2008 года, однако в июне 2009 года канал ITV возобновил её показ — теперь вместо британок в шоу участвовали девушки из Австралии. Начиная с пятого сезона вместо пансионата Игглстон-Холл (Eggleston Hall) съёмки проходили в Херефорд-Холле. Трансляция пятого сезона началась в Великобритании 20 июля 2010 года.

## Описание

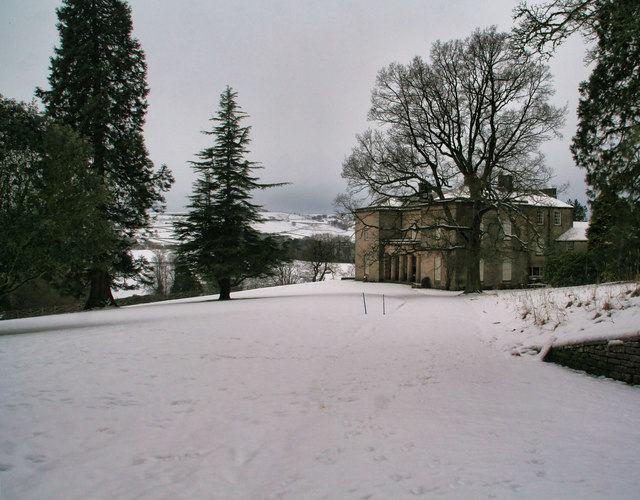
Особняк «Игглстон-Холл»

В старомодный пансион благородных девиц «Игглстон-Холл» направляют 10 молодых девушек (со 2 сезона 8 девушек). Все они сквернословят, любят изрядно выпить, драться и вообще сексуально неразборчивы. Их называют «пацанками». Они проходят 5-недельный курс обучения как должны вести себя настоящие леди. Весь курс обучения они проводят в пансионате.
Во время пребывания в «Игглстон-Холл» девушки носят униформу: твидовый костюм включающий в себя бирюзовый пиджак, белую блузку, бирюзовую юбку, туфли на высоком каблуке и жемчужное ожерелье. Их учат следующим предметам: поведение, ораторское искусство, рукоделие, флористика, этикет и кулинария. Тех, кто не справляется, отчисляют. Отчисление происходит раз в неделю. До финала доходят только три девушки и судьям предстоит выбрать одну победительницу. Все три финалистки получают диплом пансионата «Игглстон-Холл».

## Преподавательский состав
- Джейн-Брук Смит — директор (1-й сезон)
- Джилл Харборд — директор, учитель флористики
- Розмари Шрагер — заместитель директора, учитель по кулинарии
- Элизабет Брьюер — этикет и социальный протокол
- Кейт Форестер — ораторское искусство
- Ванесса Хупер — танцы
- Элизабет Девенпорт — поведение

## Первый сезон (2005)
Девушки должны были сдать экзамены по кулинарии, флористике и ораторскому искусству. В заключительной серии финалистки должны были устроить вечер с показом мод, на который были приглашены их родные и близкие. Победительницей первого сезона стала Хейли Брисленд. Главный приз держался втайне до последнего момента — им стал спортивный автомобиль стоимостью 20 000 фунтов стерлингов. 

### Участницы
- Хейли Брисленд (победительница)
- Мишель Кинг (2-е место)
- Рэйчел Картер-Иглтон (3-е место)
- Клэр Рэндалл
- Джессика Аптон
- Эйприл Дункан
- Сара Джейн Грегори
- Сара Ньюмен
- Джемма Ганнинг
- Сарита Бардвей

## Второй сезон (2006)
Последним испытанием девушек в финале сезона должен был стать бал дебютанток, на котором они должны были показать всё, чему их научили. На бал, помимо преподавателей «Игглстон-Холл» и родителей финалисток, были приглашены холостяки и представители аристократия, которые должны были оценить трансформацию девушек, их манеру ходить, держать себя и поддержать беседу. Победительницей сезона стала Виктория Дженкинс.

### Участницы
- Виктория Дженкинс (победительница)
- Клара Мейер (2-е место)
- Фрэнсис Роу (3-е место)
- Лора Хирсем
- Луиза Портер
- Ребекка Сквайр
- Ангела Мотт
- Эмма Филлипс-Мартин